# Favila (duca)

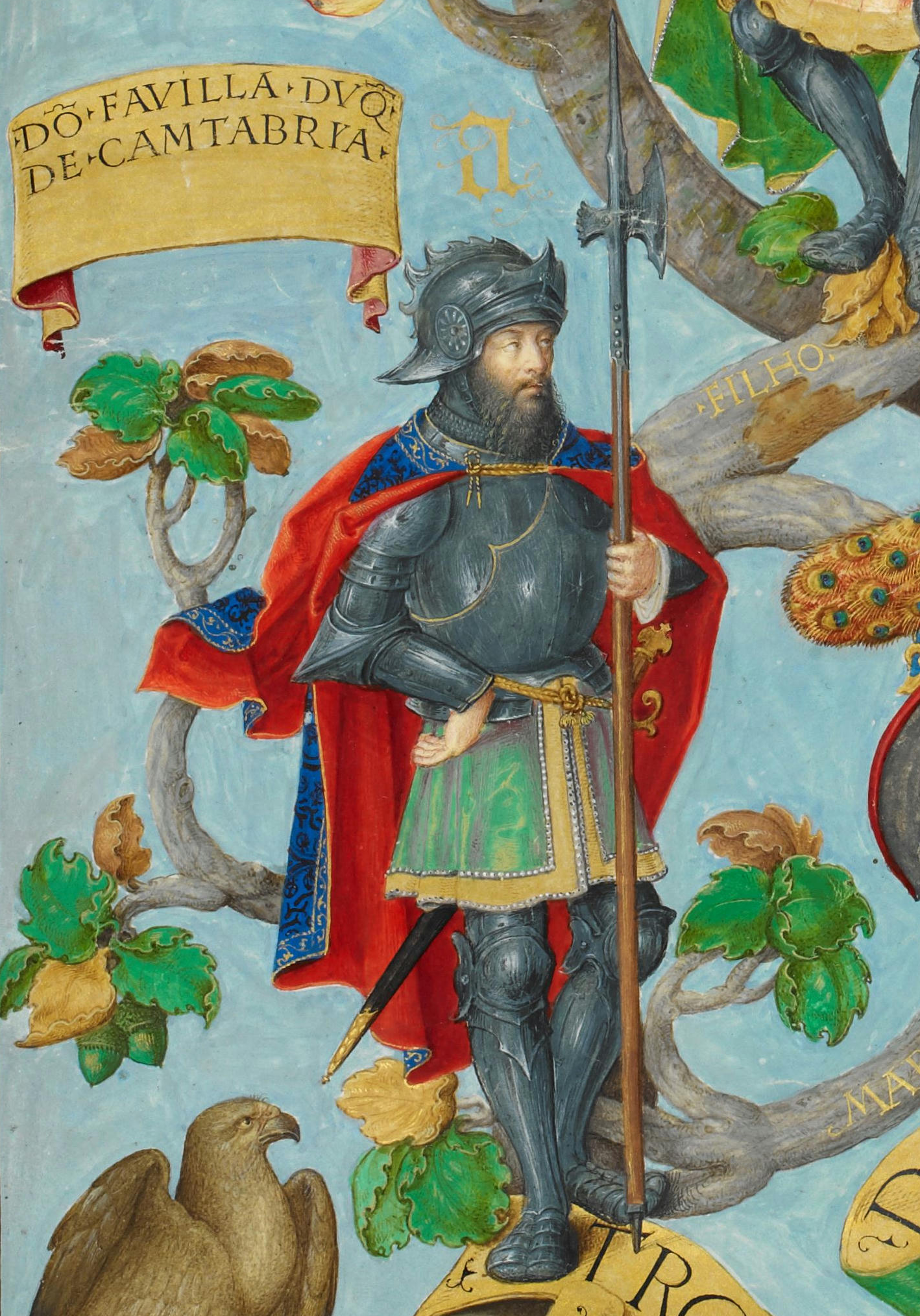
Favila

Favila o Fáfila (fl. VII secolo) è stato un duca visigoto, padre di Pelagio delle Asturie.

## Biografia
È probabile che si tratti di un personaggio storico inventato, poiché le fonti sulla sua figura sono relativamente scarse: quelle cristiane, come le Crónicas di Alfonso II del X secolo, sono tarde, mentre quelle musulmane, più vicine agli avvenimenti, tendono tuttavia a diminuirne l'importanza, ma non l'esistenza, in favore del figlio Pelagio.
A causa della scarsità delle fonti si è formata una leggenda circa la sua figura: si ignora il suo luogo di nascita, ma gli è stata attribuita, per probabili motivi di prestigio, un'origine asturiana. Si sarebbe trattato di un membro dell'aristocrazia locale visigota, ed alcune fonti citano inoltre una parentela con i duchi di Cantabria poiché viene citato dallo storico Christian Settipani come "figlio del conte Agila, zio paterno e cugino materno di Pietro di Cantabria". Lo stesso storico ipotizza – sulla base dell'onomastica, della cronologia, degli elementi biografici e delle testimonianze delle cronache – che Favila discenda (per patrilinearità) da Leovigildo e Recaredo I (ex semine Leuvigildi et Reccaredi progenitus) ed era figlio del re Chindasvindo. Questo farebbe di lui un parente stretto di Pietro di Cantabria poiché le cronache dichiarano che i re asturiani sono discendenti di Leovigildo e Recaredo I e cercassero di creare una continuità istituzionale tra le realtà politiche del mondo visigoto ed asturiano, separate solamente dalla parentesi araba. La storiografia moderna, al contrario, concorda sul fatto che le origini visigote dei re asturiani risiedano in quello che viene chiamato "fenomeno neogotico", una rete di interessi politici tesa al rafforzamento del prestigio personale di Alfonso III.

## Fonti storiche
Secondo la copia della Crónica albeldense (anno 883) fatta nel IX secolo nel monastero di San Millán de la Cogolla conservata dalla Reale Accademia di Storia (Codex emilianense n.º 39), Favila era un doge visigoto e il padre di Pelagio delle Asturie:
Vitiza regnò dieci anni. Durante la vita di suo padre visse nella città di Tuy, in Galizia. C'era anche il duca Favila, padre di Pelagio, inviato dal re Egica. Per una ragione causata da sua moglie (o da un'altra donna), gli colpì la testa con un bastone (Vitiza a Favila), che in seguito causò la sua morte. E quando Vitiza occupò il regno di suo padre, allora Pelagio, figlio di Favila, che in seguito si sarebbe ribellato con gli asturiani contro i saraceni, fu bandito dalla città reale (Toledo)
Che Favila fosse duca e padre di Pelagio è un fatto incluso anche in un'altra delle cronache del regno delle Asturie, la Cronaca di Sebastiano:
Pelagium filium quondam Faffilani ducis ex semine regio
Questo dato coincide anche con quello offerto da una fonte musulmana anonima del IX secolo, Fath al-Andalus:
Nei giorni di questo 'Andasa si ribellò nella sua terra di Gallaecia un barbaro perfido, chiamato Belayo figlio di Favila, contro gli arabi padroni dei confini del suo paese.

## Storiografia
L'antica storiografia attribuiva a Favila il Ducato di Cantabria e la paternità di Pelagio delle Asturie sulla base delle cronache alfonsine del IX secolo, fonti arabe e merovingie (il Ducato di Cantabria pagò tributo ai Franchi nel VII secolo). Queste fonti sono le più antiche e, di conseguenza, potenzialmente valide. Il genere delle Cronache venne ampiamente utilizzato per raccontare la storia dell'inizio della Reconquista, la vita di Pelagio e la battaglia di Covadonga e solo alla fine del diciannovesimo secolo la scienza storica progrediva oltre i regionalismi in Spagna. Ildefonso Llorente Fernández rivendica l'origine di Favila e di suo figlio Pelagio nella sua opera Recuerdos de Liébana, dove interpreta le fonti antiche, come il Cartulario del Monastero di Santo Toribio de Liébana (lettere dell'VIII e IX secolo) o opere del vescovo di Oviedo Pelagio (XI secolo) dove afferma che Favila, padre dell'eroe di Covadonga, era duca di Cantabria. È seguito da storici come Armando Cotarelo Valledor. Nel 1916, un rapporto che ratifica che "Le origini di questa nuova dinastia devono essere ricercate nell'indomita Cantabria" è firmato dagli accademici José Ramón Mélida Alinari, Manuel Pérez Villamil e Gabriel Maura Gamazo e approvato all'unanimità al consiglio accademico della Royal Academy of History. Questa attribuzione di Favila duca di Cantabria comincia ad essere contestata da alcuni storici prestigiosi come Claudio Sánchez-Albornoz nel 1972, seguito da Louis Barrau-Dihigo. Tuttavia, altri autori come Ramón Menéndez Pidal sostengono l'attribuzione del Ducato di Cantabria a Favila, basata sulle più antiche fonti documentarie per l'elaborazione della sua Cronaca Generale di Spagna, dove dice:
Andados tres annos del regnado del rey Vitiza, que fue en la era de setecientos et quarenta et quatro, quando andaua el anno de la Encarnacion en sietecientos et seys, e el dell imperio de Justiniano en cinco (...) este rey Vitiza (...) començo después de dar a mal et avoleza e echo de la cibdad de Toledo en desterramiento all inffante don Pelayo, fijo del duc Ffafila de Cantabria...
Barrau-Dihigo sostiene al contrario la presunta "mancanza di giustificazione metodologica nell'uso delle fonti" evidenziata da Claudio Sánchez-Albornoz, nei suoi Studi critici sulla storia del Regno delle Asturie, sebbene non sia in grado di fornirne altre.
Apparteneva [Pelagio], se non a una famiglia reale, almeno a una famiglia nobile e, secondo la versione più attendibile, aveva come padre il duca Favila, che gli storici hanno consacrato, senza motivo, come duca di Cantabria.
Claudio Sánchez-Albornoz ammette che Pelagio era figlio di un duca, ma dubita della paternità di Favila nella Crónica albeldense: "non sappiamo da dove venisse il duca Favila", nonostante l'uso di queste stesse fonti per convalidare altri fatti più discutibili della vita di Pelagio come la battaglia di Covadonga. Gonzalo Martínez Díez concorda con l'opinione di Sánchez-Albornoz, affermando che nessuna fonte menziona il ducato da lui governato e, in effetti, non vi è alcuna traccia che sia venuto a capo di alcun ducato. Egli ritiene che "è molto probabile fosse uno dei numerosi duchi integrati nella curia reale o nel Palatium, che accompagnavano e consigliavano il re visigoto".